# Гранд Вју на Хадсону (Њујорк)
Гранд Вју на Хадсону (енгл. Grand View-on-Hudson) град је у америчкој савезној држави Њујорк.

## Демографија
По попису из 2010. године број становника је 285, што је 1 (0,4%) становника више него 2000. године.
| Група             | 2000.       | 2010.       |
| Белци             | 264 (93,0%) | 243 (85,3%) |
| Афроамериканци    | 1 (0,4%)    | 16 (5,6%)   |
| Азијати           | 11 (3,9%)   | 3 (1,1%)    |
| Хиспаноамериканци | 4 (1,4%)    | 17 (6,0%)   |
| Укупно            | 284         | 285         |